# Lincolnville (Maine)
Lincolnville – miasto w Stanach Zjednoczonych, w stanie Maine, w hrabstwie Waldo.